# 松嫩山 (阿爾高阿爾卑斯山脈)
47°27′32″N 10°19′48″E / 47.459°N 10.33°E

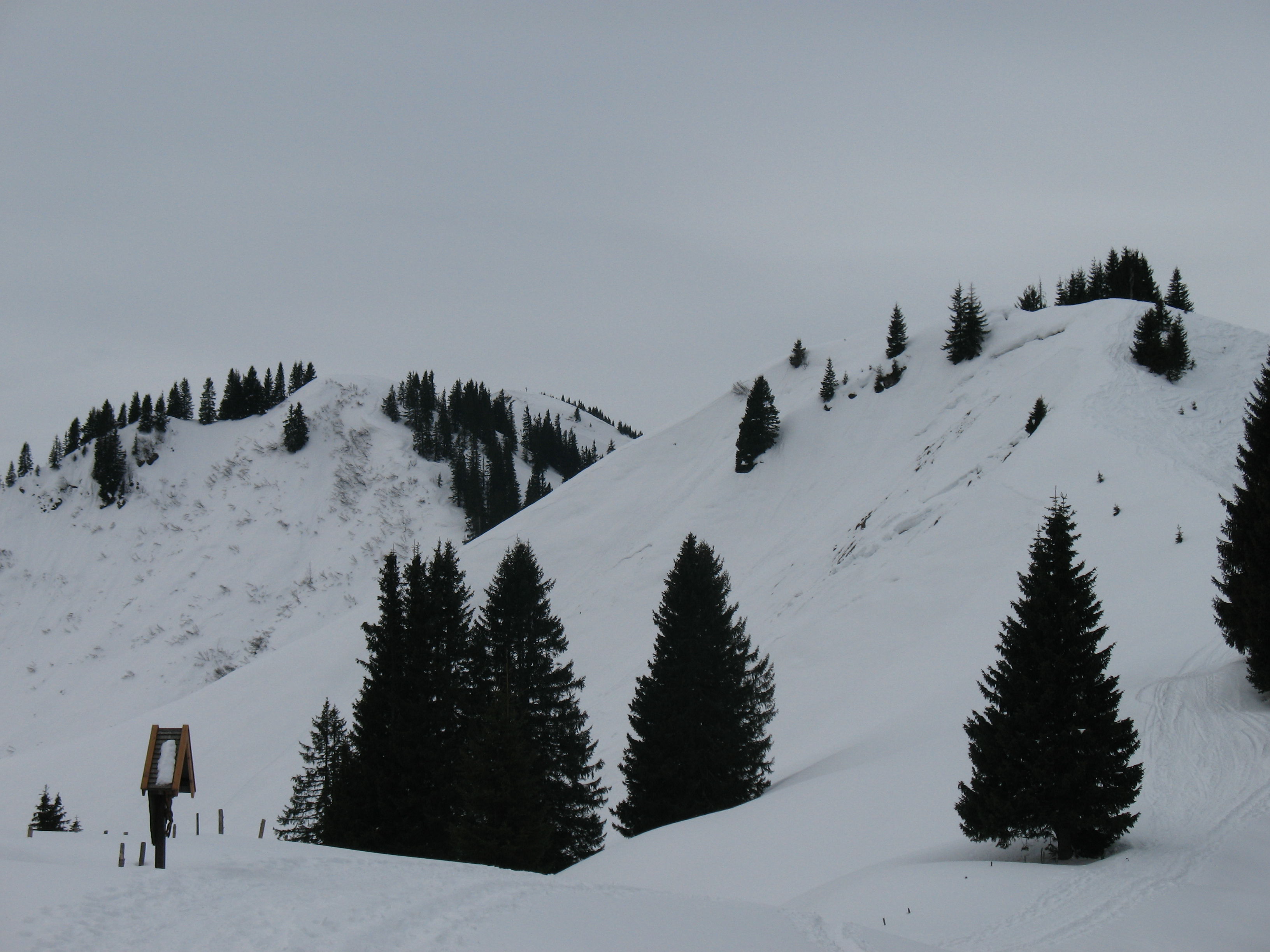

松嫩山（德語：Sonnenkopf），是德國的山峰，位於該國東南部，由巴伐利亞負責管轄，屬於阿爾高阿爾卑斯山脈的一部分，海拔高度1,712米，每年平均降雨量1,730毫米。